# Hemleyita
La hemleyita és un mineral de la classe dels òxids, que pertany al grup de la ilmenita. Rep el nom en honor de Russell J. Hemley, exdirector del laboratri geofísic de la Carnegie Institution de Washington, als EUA, i molt conegut a la comunitat científica per la seva investigació explorant el comportament dels materials en condicions extremes de pressió i temperatura.

## Característiques
La hemleyita és un òxid de fórmula química (Fe2+0.48Mg0.37Ca0.04Na0.04Mn2+0.03Al0.03Cr3+0.01)sum=1.00Si1.00O₃. Va ser aprovada com a espècie vàlida per l'Associació Mineralògica Internacional l'any 2016. Cristal·litza en el sistema trigonal. És un polimorf de la clinoferrosilita, la ferrosilita i a piroxferroïta.
L'exemplar que va servir per a determinar l'espècie, el que es coneix com a material tipus, es troba conservat a les col·leccions mineralògiques del Museu d'Història Natural de la Universitat de Florència, a Itàlia, amb el número de catàleg: 3238/i.

## Formació i jaciments
Va ser descoberta al meteorit Suizhou, una condrita L6 recollida l'any 1986 a Xihe, al districte de Zengdu (Hubei, República Popular de la Xina). Es tracta de l'únic indret de tot el planeta on ha estat descrita aquesta espècie mineral.